# Zodwa Dlamini (nhà hóa sinh)
Zodwa Dlamini là một nhà hóa sinh người Nam Phi và Phó hiệu trưởng nghiên cứu tại Đại học Công nghệ Mangosuthu, chuyên nghiên cứu về ung thư phân tử. Bà là cựu Phó chủ tịch Hội đồng nghiên cứu y học Nam Phi và là thành viên của Hội đồng cố vấn khoa học cho Trung tâm quốc tế về kỹ thuật di truyền và công nghệ sinh học.

## Tuổi thơ và giáo dục
Dlamini được sinh ra ở Bờ biển phía Bắc KwaZulu-Natal. Cô làm thư ký hành chính về y tế tỉnh trước khi bắt đầu bằng cấp về Dược. Cô không vui, và chuyển sang ngành Hóa sinh và Vi sinh, lấy bằng Cử nhân tại Đại học Western Cape. Cô chuyển đến Đại học Natal để lấy bằng thạc sĩ và tiến sĩ.

## Sự nghiệp
Sau khi học tiến sĩ, Dlamini trở lại Đại học Western Cape với tư cách là một nghiên cứu sinh sau tiến sĩ về ung thư phân tử. Năm 2002, cô gia nhập Đại học Witwatersrand, nơi cô nghiên cứu về độc tính của bia truyền thống châu Phi. Năm 2007, cô được trao giải thưởng cơ hội điều tra của Viện Ung thư Quốc gia. Cô làm việc tại Đại học Limpopo với tư cách là Phó giáo sư vào năm 2014.
Dlamini được bổ nhiệm làm trưởng ban nghiên cứu tại Đại học Công nghệ Mangosuthu năm 2015. Vào tháng 7 năm 2017, Dlamini đã được làm thành viên của Hội đồng cố vấn khoa học cho Trung tâm quốc tế về kỹ thuật di truyền và công nghệ sinh học. Cô là một giáo sư thỉnh giảng tại Đại học Bristol.